# Christian Ehler
Jan Christian Ehler (ur. 17 sierpnia 1963 w Monachium) – niemiecki polityk, poseł do Parlamentu Europejskiego VI, VII, VIII, IX i X kadencji.

## Życiorys
Ukończył studia z zakresu ekonomii i dziennikarstwa na Uniwersytecie Ludwika i Maksymiliana w Monachium. W 1993 na tej samej uczelni uzyskał doktorat z zakresu nauk politycznych. Pracował krótko w agencji prasowej, następnie na różnych stanowiskach w przedsiębiorstwach projektowych. Od 1998 kierował spółkami prawa handlowego.
Wstąpił do Unii Chrześcijańsko-Demokratycznej (CDU) i w 2000 stanął na czele stowarzyszenia gospodarczego działającego przy jej brandenburskim oddziale. W 2003 został zastępcą przewodniczącego krajowej organizacji MIT Deutschland. Wszedł także do zarządu związku zrzeszającego małych i średnich przedsiębiorców przy Europejskiej Partii Ludowej.
Od 1999 do 2004 był posłem do landtagu Brandenburgii (wybierany też w 2009 i 2014, rezygnował wówczas z mandatu). W wyborach w 2004 z listy CDU uzyskał mandat deputowanego do Parlamentu Europejskiego. Pracował w Komisji Gospodarczej i Monetarnej, należał do grupy EPP-ED. W 2009, 2014, 2019 i 2024 skutecznie ubiegał się o reelekcję.